# Saint-Servais (Côtes-d’Armor)
Saint-Servais (bret. Sant-Servez-Kallag) – miejscowość i gmina we Francji, w regionie Bretania, w departamencie Côtes-d’Armor.
Według danych na rok 1990 gminę zamieszkiwało 436 osób, a gęstość zaludnienia wynosiła 16 osób/km² (wśród 1269 gmin Bretanii Saint-Servais plasuje się na 864. miejscu pod względem liczby ludności, natomiast pod względem powierzchni na miejscu 326.).